# Nadine Kleinert
Nadine Kleinertⓘ (Magdeburgo, 20 de outubro de 1975) é uma arremessadora de peso da Alemanha. Sua maior conquista ocorreu nos Jogos Olímpicos de Verão de 2004, quando herdou a medalha de prata na prova disputada nas ruínas de Olímpia, devido ao doping da russa Irina Korzhanenko.
Kleinert também acumula medalhas de prata nos Mundiais de Sevilha 1999 e de Edmonton 2001.